# Gwani
Gwani (en népalais : ग्वानि) est un comité de développement villageois du Népal situé dans le district de Darchula. Au recensement de 2011, il comptait 4 924 habitants.